# 阮淦
阮淦（越南语：／，1468年—1545年6月28日），也作阮弘淦，是澄國公阮文溜和澄國夫人枚氏的長子，与阮弘裕为从祖兄弟。

## 生平
阮淦最初仕黎為右衞殿前將軍安清侯，統元五年（1526年）莫登庸篡黎，阮淦遁入哀牢，在哀牢王乍斗帮助下，其以岑州为基地逐步恢复黎氏势力，并招得猛将郑检为婿，以長女阮氏玉寶妻之。元和元年（1533年），寻得黎昭宗之子，乃立其为黎莊宗，宣布恢复後黎朝，阮淦以功封尚父太師興國公，掌內外事。
元和十三年五月二十日（1545年6月28日），他在战争中被莫朝降将杨执一毒死，壽七十三歲，黎帝贈為昭勳靖公（越南语：／），諡忠憲（越南语：／）。光興十七年（1594年）三月，黎帝加贈為昭勳輔哲靖公（越南语：／）。阮潢追諡惠哲顯祐宏休濟世偉績昭勳靖王（越南语：／）。景興五年四月十二日（1744年5月23日），阮世宗阮福濶稱王，改諡貽謀垂裕欽恭惠哲顯祐宏休濟世偉績昭勳靖王（越南语：／）。
嘉隆五年六月初八日（1806年7月23日），嘉隆帝阮福映為他上廟號肇祖（越南语：／），諡號貽謀垂裕欽恭惠哲顯祐宏休濟世啟運仁聖靖皇帝（越南语：／），陵為長原陵（越南语：／），宗廟設於肇祖廟。

## 家庭
- 父：澄国公阮文溜

### 妻妾
- 正室 慈信昭懿德妃 阮氏梅
- 次夫人 杜氏信，生阮氏玉寶
- 次夫人 姓名失考

### 子女
- 子：
  - 朗郡公 阮汪（保大年間追贈為浪川郡王）
  - 阮太祖 阮潢
- 女：
  - 阮氏玉寶（夫郑检）

## 腳注
1. ↑  陈仲金《越南史略》里引用歷史小說《越南開國誌傳》，稱阮淦名阮弘淦，是安國公阮弘裕之子。但根据大南实录稱為澄國公之子，在清化宋山肇廟旁建有澄國公廟作為祖廟祭祀。
2. ↑  《大越史記全書》作次女。
3. ↑  《大南實錄》作降將忠，《大越史記全書》作莫降將忠厚侯。